# Leonforte
Leonforte is een gemeente in de Italiaanse provincie Enna (regio Sicilië) en telt 14.046 inwoners (31-12-2004). De oppervlakte bedraagt 83,9 km², de bevolkingsdichtheid is 167 inwoners per km².

## Demografie
Leonforte telt ongeveer 5166 huishoudens. Het aantal inwoners daalde in de periode 1991-2001 met 6,6% volgens cijfers uit de tienjaarlijkse volkstellingen van ISTAT.
| Jaar | Inwoneraantal |
| ---- | ------------- |
| 1991 | 15.147        |
| 2001 | 14.145        |

## Geografie
De gemeente ligt op ongeveer 603 m boven zeeniveau.
Leonforte grenst aan de volgende gemeenten: Assoro, Calascibetta, Enna, Nicosia, Nissoria.